# دلفين محيطي
الدلافين المحيطية أو الدلفينيات (الاسم العلمي: Delphinidae) (بالإنجليزية: Oceanic Dolphin)‏ هي فصيلة من الحيتانيات ذوات الأسنان، تتكون أساساً من الدلافين التي تعيش في المحيطات والبحار المفتوحة، على عكس الدلافين النهرية التي ينحصر تواجدها في الأنهار، رغم أن بعض أنواع الدلافين المحيطية تعيش بالقرب من السوحل والمناطق النهرية. تسمى ستة أنواع من هذه الفصيلة بالحيتان عوضاً عن الدلافين، كالحوت القاتل، والحوت البطيخي الرأس.

## الخصائص
تعتبر فصيلة الدلافين المحيطية أكبر فصائل الحيتانيات، حيث تضم 32 نوعاً مصنفة تحت 17 جنس، كما تعتبر أكثر فصائل الحيتانيات تنوعاً، إذ يتراوح حجمها ما بين 1.5 م في الطول و50 كجم في الوزن، إلى 10 أمتار في الطول و7000 كجم تقريباً في الوزن.
يمتلك معظم أعضاء هذه الفصيلة زعنفة ظهرية مقوسة، مع وجود بعض الاختلافات المميزة بين الأنواع، كما أن لها خطماً منقاري الشكل، وقد تكون مستدقة، طويلة، أو قصيرة بحسب النوع. إلى جانب ما سبق، يوجد تركيب عدسي الشكل مكون من الشحوم في الصدغ يعرف بالبطيخ، ويستخدم بشكل أساسي في عمليات التواصل فيما بين هذه الحيوانات، وقد يؤدي وجوده إلى جعل الصدغ يبدو منفوخاً إلى حد ما.

## التغذية
جميع أعضاء الفصيلة مفترسة، وتتغذى على الأسماك وبعض القشريات، وأحياناً على الحبار، وقد تتغذى بعض الأنواع الكبيرة، كالحوت القاتل مثلاً، على الثدييات، الطيور، والأسماك الكبيرة. كذلك، لهذه الدلافين أسنان وتدية الشكل، وقد يتراوح عدد أسنان بعض أنواعها ما بين 100 إلى 200 سن، وتتراوح صيغ الأسنان من 2/0 إلى 58/تنب

## السلوك

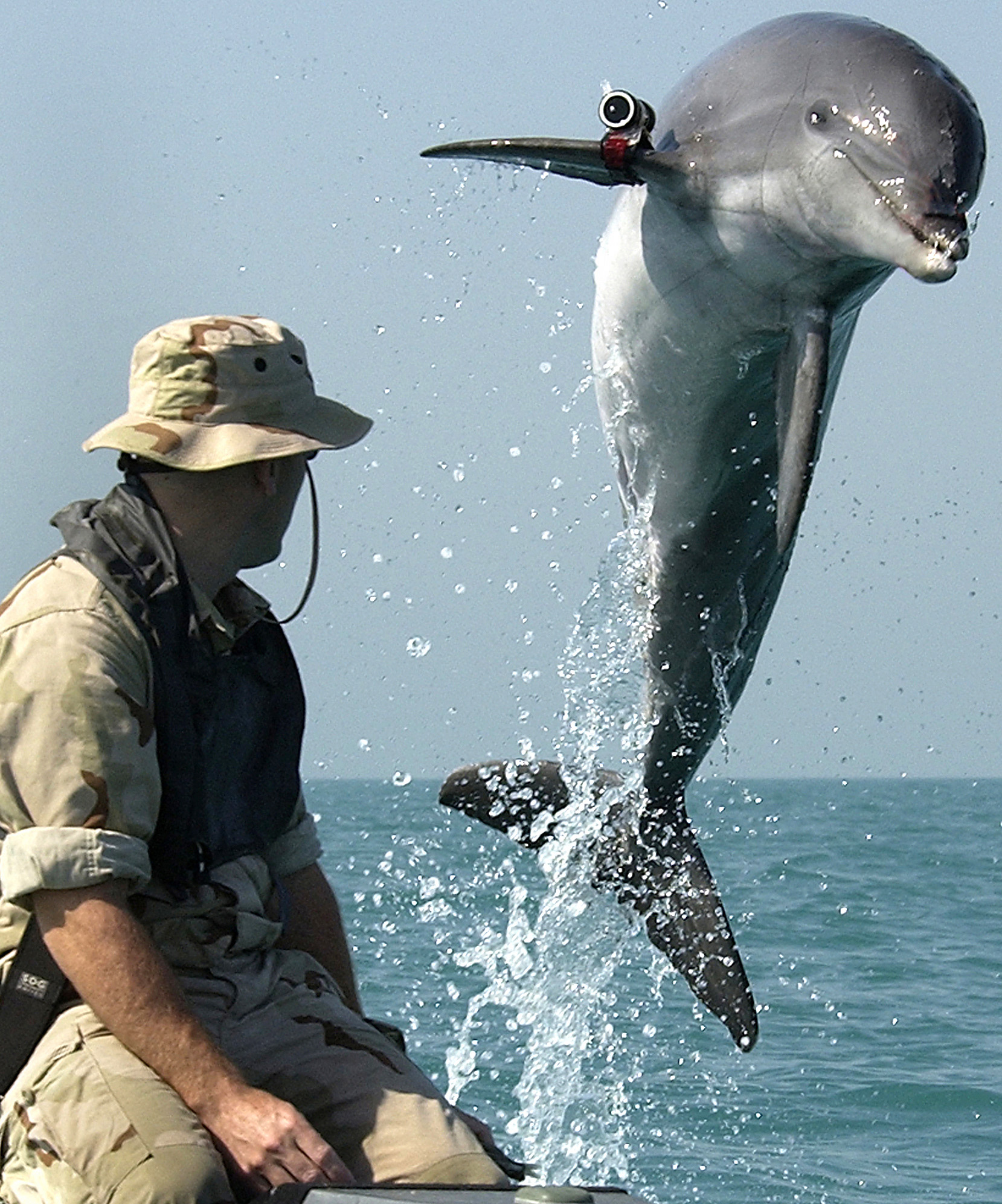
الدلفين

معظم الأنواع اجتماعية، وتعيش في جماعات يتجاوز عدد أفرادها في بعض الأحيان 100000 فرد، وتكون هذه المجتمعات تعاونية، مما يشكل أسلوباً دفاعياً قوياً، فمثلاً يمكن لمجموعة من الدلافين قتل سمكة قرش وحماية البقية من الخطر، كما قد يعتني بعض الأفراد بفرد مريض أو جريح. كذلك، تسبح الدلافين أحياناً بمجاراة السفن، وتقوم بأداء حركات بهلوانية عديدة. يمكن للأفراد الاتصال والتخاطب مع بعضهم باستخدام صدى الصوت لتحديد المواقع. يتميز أعضاء الفصيلة بالذكاء، المرونة، والقدرة على التكيف على المواقف المختلفة.

## مناطق الانتشار
تنتشر الدلافين المحيطية في جميع محيطات العالم، وبعض الأنظمة النهرية، وتعيش بشكل عام في المياه الضحلة، أو بالقرب من سطح الماء.

## التصنيف
- أسرة دلافين شائعة
  - جنس دلفين قاروري الخطم
    - دلفين أبيض المنقار
    - دلفين أطلسي أبيض الجنب
    - دلفين داكن
    - دلفين باسيفيكي أبيض الجنب
    - دلفين الساعة الرملية
    - دلفين بيل

  - جنس دلفين منقط
    - دلفين أطلسي منقط
    - دلفين مداري منقط
    - دلفين دوار
    - دلفين كلايمين
    - دلفين أزرق أبيض
- أسرة دلافين رأسية الخطم
  - جنس دلفين رأسي الخطم
    - دلفين كومرسون
    - دلفين تشيلي
    - دلفين هيفيسايد
    - دلفين هكتور